# Gerardo Parra
Gerardo Enrique Parra (ur. 6 maja 1987) – wenezuelski baseballista, który występował na pozycji lewozapolowego.

## Przebieg kariery
W 2004 roku podpisał kontrakt jako wolny agent z Arizona Diamondbacks i początkowo występował w klubach farmerskich tego zespołu, między innymi w Mobile Bay Bears, reprezentującym poziom Double-A. W Major League Baseball zadebiutował 13 maja 2009 w meczu przeciwko Cincinnati Reds, w którym zdobył home runa.
W sezonie 2011 został wybrany najlepszym obrońcą spośród lewozapolowych przez menadżerów i zawodników klubów MLB i otrzymał Złotą Rękawicę. 31 lipca 2014 przeszedł do Milwaukee Brewers za dwóch graczy z niższych lig. 31 lipca 2015 przeszedł do Baltimore Orioles za Zacha Daviesa.
20 stycznia 2016 jako wolny agent podpisał trzyletni kontrakt wart 27,5 miliona dolarów z Colorado Rockies.

## Nagrody i wyróżnienia
| Nagroda/wyróżnienie      | Lata       | Źródło      |
| Zwycięzca w World Series | 2019       | [ 1 ]       |
| 2× Gold Glove Award      | 2011, 2013 | [ 4 ] [ 8 ] |